# 91553 Claudedoom
91553 Claudedoom este un asteroid din centura principală de asteroizi.

## Descriere
91553 Claudedoom este un asteroid din centura principală de asteroizi. A fost descoperit pe 8 septembrie 1999 la Uccle de Thierry Pauwels. Asteroidul prezintă o orbită caracterizată de o semiaxă mare de 2,85 ua, o excentricitate de 0,10 și o înclinație de 1,4° în raport cu ecliptica.